# Perry Kitchen
Perry Allen Kitchen (ur. 29 lutego 1992 w Indianapolis) – amerykański piłkarz występujący na pozycji pomocnika w amerykańskim klubie Los Angeles Galaxy oraz w reprezentacji Stanów Zjednoczonych. W swojej karierze grał także w D.C. United oraz Heart of Midlothian. Znalazł się w kadrze na Copa América 2016.